# Mesosa gardneri
Mesosa gardneri är en skalbaggsart som beskrevs av Stefan von Breuning 1938. Mesosa gardneri ingår i släktet Mesosa och familjen långhorningar.
Artens utbredningsområde är Nepal. Inga underarter finns listade i Catalogue of Life.